# Мзимба (округ)
Мзимба (англ. Mzimba) — округ в Северном регионе Малави. По состоянию на 2008 год в округе проживает 861 899 человек. Площадь территории составляет 10 430 км². Административный центр — город Мзимба.

## География
На востоке граничит с округом Нхата Бэй, на севере с округом Румфи, а на западе с Замбией.